# Cholesbury
Cholesbury – wieś w Anglii, w hrabstwie Buckinghamshire, w dystrykcie (unitary authority) Buckinghamshire. Leży 46 km na północny zachód od centrum Londynu.